# Walter Murch
Walter Scott Murch (12 de julio de 1943) es un editor cinematográfico y diseñador de sonido estadounidense nacido en la ciudad de Nueva York.

## Biografía
El padre de Murch fue el pintor canadiense Walter Tandy Murch (1907-1967). Asistió a la Universidad Johns Hopkins de 1961 a 1965, donde se graduó en Artes Liberales.
Mientras cursó sus estudios en Hopkins, conoció al futuro Director Matthew Robbins y al Director de fotografía Caleb Deschanel, con quienes montó una cantidad de happenings. En 1965, Murch y Robbins iniciaron estudios de posgrado en la escuela de cine de la Universidad del Sur de California, y poco después se uniría Deschanel. En ese ámbito compartieron sus estudios con George Lucas, Hal Barwood, Robert Dalva, Willard Huyck, Don Glut y John Milius.

## Carrera
Murch comenzó a editar y mezclar sonido con la película de Francis Ford Coppola The Rain People en 1969. Luego trabajó con George Lucas en THX 1138 y American Graffiti, y El Padrino de Francis Ford Coppola antes de editar la imagen y sonido de la película de Coppola La conversación por la que recibió una nominación de la Academia en 1974. Murch también realizó la mezcla de sonido de El padrino II que fue estrenada en 1974. Su fama se debe principalmente a su trabajo de sonido en Apocalypse Now, por el que obtuvo su primer Premio Óscar en 1979. En 1985 dirigió su única película, Oz, un mundo fantástico, que escribió conjuntamente con Gill Dennis.

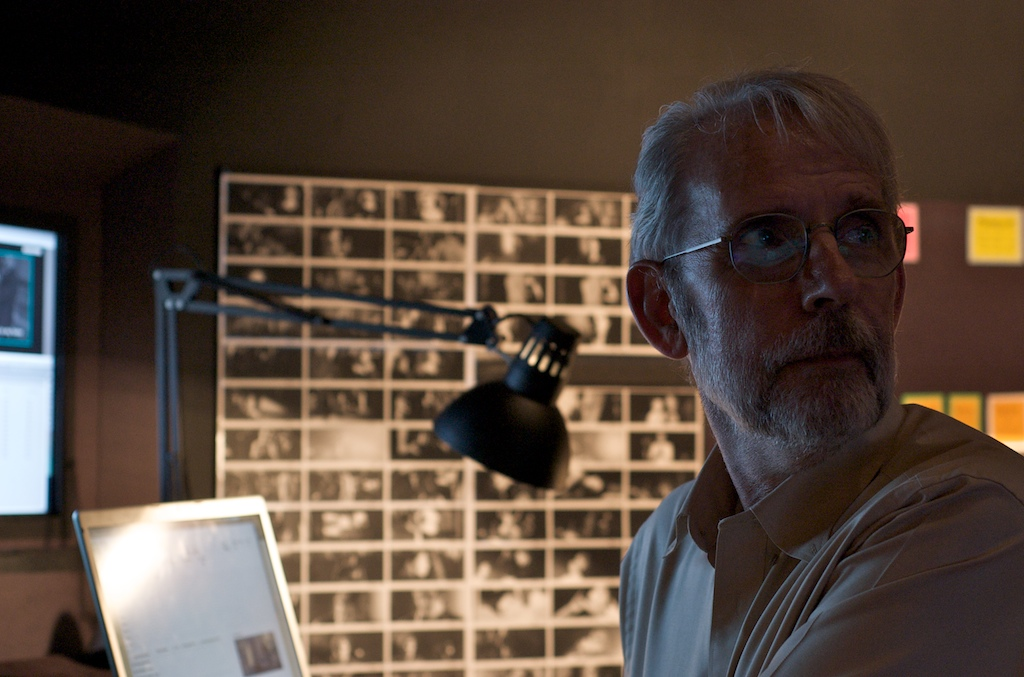
Murch trabajando en Tetro, en un estudio de Buenos Aires.

A diferencia de muchos editores cinematográficos de la actualidad, Murch trabaja de pie, y compara el proceso de edición cinematográfica con el trabajo de un cirujano o un cocinero. Por el contrario, cuando escribe, lo hace acostado. Murch explica que la edición de una película es un proceso editorial, mientras que la escritura es un proceso creativo, y por ello asume posturas diferentes para separar su mente editorial de su mente creativa.
Murch ha escrito un libro sobre edición cinematográfica, In the Blink of an Eye (2001). También fue el protagonista del libro de Michael Ondaatje The Conversations (2002), que consiste en una serie de conversaciones entre Ondaatje y Murch; a raíz del trabajo de este último en El paciente inglés, basado en la novela de Ondaatje del mismo nombre.
En 2007 el documental Murch fue premiado en el Festival de Cine de San Francisco, basado en la vida de Walter Murch y sus conceptos sobre la producción cinematográfica.

## Premios y distinciones
Premios Óscar
| Año  | Categoría     | Película           | Resultado |
| ---- | ------------- | ------------------ | --------- |
| 1975 | Mejor sonido  | La conversación    | Nominado  |
| 1978 | Mejor montaje | Julia              | Nominado  |
| 1980 | Mejor montaje | Apocalypse Now     | Nominado  |
| 1980 | Mejor sonido  | Apocalypse Now     | Ganador   |
| 1991 | Mejor montaje | Ghost              | Nominado  |
| 1991 | Mejor montaje | El padrino III     | Nominado  |
| 1997 | Mejor montaje | El paciente inglés | Ganador   |
| 2004 | Mejor montaje | Cold Mountain      | Nominado  |